# Campionati italiani di triathlon del 2023
I Campionati italiani di triathlon del 2023 (XXXV edizione) sono stati organizzati dalla Flipper Triathlon ASD in collaborazione con la Federazione Italiana Triathlon e si sono tenuti ad Alba Adriatica in Abruzzo, in data 25 giugno 2023
Tra gli uomini ha vinto Samuele Angelini (Fiamme Oro), mentre la gara femminile è andata ad Luisa Iogna-Prat (707).
Hanno vinto il titolo italiano Under 23 Chiara Lobba e Michele Bortolamedi. 

## Risultati

### Elite uomini
| Pos. | Atleta                     | Società sportiva       | Nuoto   | Ciclismo | Corsa   | Totale  |
| ---- | -------------------------- | ---------------------- | ------- | -------- | ------- | ------- |
|      | Samuele Angelini           | Fiamme Oro             | 0:20:36 | 0:56:47  | 0:30:59 | 1:49:10 |
|      | Michele Bortolamedi        | K3 Cremona             | 0:20:45 | 0:56:44  | 0:32:50 | 1:50:56 |
|      | Davide Ingrillì            | 707                    | 0:20:45 | 0:56:44  | 0:32:52 | 1:50:59 |
| 4    | Nicolò Ragazzo             | Valdigne Triathlon     | 0:20:38 | 0:56:47  | 0:33:02 | 1:51:11 |
| 5    | Pietro Giovannini          | Raschiani Triathlon    | 0:20:38 | 0:56:46  | 0:33:25 | 1:51:30 |
| 6    | Edoardo Petroni            | DDS                    | 0:20:34 | 0:56:51  | 0:33:29 | 1:51:38 |
| 7    | Marco Lorenzon             | Valdigne Triathlon     | 0:20:47 | 0:56:44  | 0:33:34 | 1:51:48 |
| 8    | Gregory Barnaby            | 707                    | 0:21:27 | 0:56:03  | 0:33:53 | 1:52:06 |
| 9    | Franco Pesavento           | Granbike Triathlon     | 0:22:27 | 0:57:22  | 0:31:58 | 1:52:33 |
| 10   | Federico Murero            | Tri Team Brianza       | 0:21:12 | 0:56:19  | 0:34:51 | 1:53:02 |
| 11   | Ivan Cappelli              | Valdigne Triathlon     | 0:22:32 | 0:57:20  | 0:32:42 | 1:53:17 |
| 12   | Luca Bruni                 | K3 Cremona             | 0:21:26 | 0:58:29  | 0:33:28 | 1:54:01 |
| 13   | Emanuele Faraco            | Terra Dello Sport      | 0:22:29 | 0:57:25  | 0:33:33 | 1:54:08 |
| 14   | Niccolò Sancisi            | Dinamo Triathlon       | 0:22:23 | 0:57:30  | 0:34:39 | 1:55:14 |
| 15   | Davide Menichelli          | Doria Nuoto Loano      | 0:23:06 | 0:58:15  | 0:33:38 | 1:55:45 |
| 16   | Filippo Trevisani          | CUS Pro Patria Milano  | 0:23:09 | 0:59:17  | 0:32:41 | 1:55:49 |
| 17   | Marco Arnaudo              | Cuneo1198 Triteam      | 0:20:47 | 0:56:39  | 0:37:44 | 1:55:52 |
| 18   | Giulio Pugliese            | Torrino Roma Triathlon | 0:20:46 | 1:00:39  | 0:34:01 | 1:56:05 |
| 19   | Francesco Thomas Previtali | Raschiani Triathlon    | 0:22:22 | 0:59:06  | 0:34:10 | 1:56:18 |
| 20   | Federico Spinazzè          | Silca Ultralite        | 0:23:06 | 0:58:14  | 0:34:19 | 1:56:35 |

### Elite donne
| Pos. | Atleta                | Società sportiva      | Nuoto   | Ciclismo | Corsa   | Totale  |
| ---- | --------------------- | --------------------- | ------- | -------- | ------- | ------- |
|      | Luisa Iogna Prat      | 707                   | 0:22:19 | 1:04:51  | 0:36:15 | 2:04:11 |
|      | Chiara Lobba          | K3 Cremona            | 0:23:18 | 1:05:36  | 0:35:53 | 2:05:27 |
|      | Alessia Orla          | K3 Cremona            | 0:22:14 | 1:05:03  | 0:37:45 | 2:05:42 |
| 4    | Giorgia Priarone      | 707                   | 0:25:32 | 1:03:25  | 0:36:33 | 2:06:14 |
| 5    | Sofia Spreafico       | T.D. Rimini           | 0:23:12 | 1:05:39  | 0:36:45 | 2:06:19 |
| 6    | Doga Erman            | CUS Pro Patria Milano | 0:23:11 | 1:05:41  | 0:36:47 | 2:06:34 |
| 7    | Silvia Visaggi        | Valdigne Triathlon    | 0:22:15 | 1:05:00  | 0:38:39 | 2:06:36 |
| 8    | Matilde Locatelli     | Raschiani Triathlon   | 0:23:21 | 1:05:31  | 0:37:30 | 2:07:06 |
| 9    | Giada Stegani         | T.D. Rimini           | 0:22:14 | 1:07:15  | 0:37:20 | 2:07:34 |
| 10   | Alessia Righetti      | T.D. Rimini           | 0:23:19 | 1:05:36  | 0:37:59 | 2:07:41 |
| 11   | Federica Frigerio     | Venus Triathlon       | 0:25:06 | 1:04:21  | 0:38:16 | 2:08:34 |
| 12   | Denise Cavallini      | DDS                   | 0:22:21 | 1:06:34  | 0:39:05 | 2:08:48 |
| 13   | Nicoletta Santonocito | Magma Team            | 0:23:27 | 1:05:58  | 0:38:37 | 2:08:55 |
| 14   | Anita Ghelardoni      | Livorno Triathlon     | 0:22:27 | 1:06:28  | 0:39:40 | 2:09:23 |
| 15   | Lilli Gelmini         | Asd Revelo            | 0:23:15 | 1:05:42  | 0:40:07 | 2:09:53 |
| 16   | Paola Sacchi          | Raschiani Triathlon   | 0:22:22 | 1:06:29  | 0:41:12 | 2:10:42 |
| 17   | Eleonora Demarchi     | Cuneo1198 Triteam     | 0:24:21 | 1:08:07  | 0:37:41 | 2:10:52 |
| 18   | Francesca Crestani    | Valdigne Triathlon    | 0:24:20 | 1:04:34  | 0:42:19 | 2:11:57 |
| 19   | Elisa Marcon          | CUS Pro Patria Milano | 0:22:42 | 1:09:48  | 0:39:11 | 2:12:27 |
| 20   | Cristina Ventura      | Magma Team            | 0:22:50 | 1:11:50  | 0:38:34 | 2:14:04 |